# Eduardo Cunha
Pour les articles homonymes, voir Cunha.
Eduardo Cunha, né le 29 septembre 1958 à Rio de Janeiro (Brésil), est un économiste, homme de radio et homme d'État brésilien, président de la Chambre des députés de 2015 à 2016. 
Figure de proue du Parti du mouvement démocratique brésilien (PMDB), proche des milieux évangéliques conservateurs, il déclenche en décembre 2015 une procédure de destitution contre la présidente Dilma Rousseff.
Il est condamné à 15 ans de prison en 2017 pour corruption.

## Biographie
Chrétien évangélique engagé, il adhère en 1989 au Parti de la reconstruction nationale de Fernando Collor de Mello et participe activement à la campagne électorale présidentielle.
En 1991, Collor le nomme président de la Telerj, l'entreprise publique de télécommunications dans l'État de Rio de Janeiro. À ce poste, il prépare la privatisation de l'entreprise voulue par Collor. Le Tribunal des comptes de l'Union constate ensuite différentes irrégularités comptables pendant son mandat. Il est aussi impliqué dans un scandale de surfacturation. Il est démis de ses fonctions en 1993.
Il adhère, en 1994, au Parti progressiste (PP). En 1996, il est accusé dans le cadre du scandale Esquema PC (pt) Farias, système complexe de corruption lié au président Collor de Mello. L'action judiciaire est cependant interrompue.
En 1998, il est candidat aux élections de l'État de Rio de Janeiro, mais n'obtient qu'un siège de suppléant. En 1999, il est nommé président de la nouvelle Compagnie d'habitation (CEHAB) de l'État de Rio de Janeiro, mais il est démis de ses fonctions six mois plus tard en raison de soupçons de détournement de fonds.
Très proche de l'entrepreneur et député fédéral Francisco Silva, propriétaire de la radio évangélique Melódia FM, il devient directeur de la radio et producteur des émissions du gouverneur de l'État de Rio de Janeiro, Anthony Garotinho. Il anime par ailleurs une émission quotidienne, populiste et populaire, dont le slogan final est «O povo merece respeito» («Le peuple mérite le respect»).
Candidat aux élections générales de 2002, il est élu facilement à la Chambre des députés.
En 2003, il quitte le PPB pour adhérer au PMDB. Réélu en 2006, en 2010 et en 2014, il incarne l'opposition à la présidente Dilma Rousseff. Il est élu président de la Chambre des députés en février 2015. En août 2015, il est accusé de corruption et de blanchiment d'argent par le Procureur général de la République Rodrigo Janot.
Le 2 décembre 2015, il lance une procédure de destitution contre la présidente Dilma Rousseff basée sur des accusations de maquillage des comptes de l'État en 2014 et 2015,. 
Il est cité dans l'affaire des Panama Papers en avril 2016.

### Condamnation pour corruption
Le 5 mai 2016, il est suspendu de ses fonctions de député et donc de ses fonctions de président de la Chambre des députés par Teori Zavaski, un juge du Tribunal suprême fédéral (STF). Le juge l'accuse d'avoir « usé de ses fonctions dans son propre intérêt et de façon illicite pour empêcher que les investigations à son encontre n'arrivent à leur terme ». Cette décision est ratifiée le même jour par plusieurs juges du STF.
Le 14 juin 2016, la commission d'éthique du Parlement brésilien recommande sa destitution par 11 voix contre 9. Il démissionne le 7 juillet 2016. Rodrigo Maia lui succède. Le 13 septembre 2016, par 450 voix, 10 voix contre et 9 abstentions, il est déchu de ses fonctions de député et est condamné à une peine d'inéligibilité par ses pairs, jusqu'en 2027.
Le 19 octobre 2016, il est arrêté à Brasília sur ordre du juge Moro. Le 29 mars 2017, il est condamné à quinze ans et quatre mois de détention pour « corruption », « blanchiment d’argent » et « évasion illégale de devises ».
En mai 2017, un enregistrement est divulgué dans lequel le président Michel Temer semble donner son accord pour le versement de pots-de-vin afin d’acheter le silence de Cunha. Le 26 mai, l'ancien patron de la banque BVA et un ancien responsable de Petrobras sont arrêtés, notamment accusés d'avoir effectué des versements à Cunha.